# Chippewa
Chippewa (Chippeway, Ojibwa, Ojibway, Ojibwe) je kolektivni naziv za grupu plemena i bandi Algonquian Indijanaca nastanjenih u području Velikih jezera u Kanadi i SAD-u, odnosno u Minnesoti, Michiganu, Wisconsinu, Ontariju i Saskatchewanu. Chippewa Indijanci su jedno od Jezerskih plemena (Lake tribes), uz obale Superiora, krajem poznatim po mnogim rižinim jezerima koja je bila glavna hrana tamošnjim Algonquianima ali i Siusima. Za kontrolu ovog bogatog područja vođeni su neprekidni ratovi. Na koncu su Čipeve, kada su se u drugoj polovici 17. stoljeća dokopali vatrenog oružja,  protjerali sva plemena Siuse, Foxe i Šajene. Oružjem su ih opskrbili Francuzi. Protjeraše tako oni oko 1690-te Foxe iz sjevernog Wisconsina, pa se okrenuše Siusima, i tjeraše ih sve preko Mississippija. Dio Čipeva što je bio u potjeri za Siusima, na kraju je i ostao na preriji. Ovdje, u blizini planina Turtle Mountains u Sjevernoj Dakoti utvrdiše tako svoje najzapadnije bande. Njih danas poznajemo kao Plains Ojibwa a njihova kultura postala je prerijska. Jedna grupa Čipeva kasnije se nastanila na rezervatu Rocky Boy u Montani, utemeljen 1916., gdje danas žive s Plains Cree Indijancima. Ostatak plemena ostao je na rezervatu Turtle Mountain (utemeljen 1882.). 

## Ime
Riječi Chippewa i Ojibwa istoga su korijena u značenju to roast until puckered up, pržiti do naboranosti kako kaže Swanton, ili jednostavnije gathering, a odnosi se na naborane šavove na mokasinama. Riječ ojib (puckered up; koja se javlja i u varijanti Chippewa ili Otchipwe ili Ojibwa, ovisno o dijalektima, označava naboranost.  Sami sebe oni nazivaju Anishinabe. Ostali nazivi za njih su Bungee, kako su ih nazivali ljudi kompanije Hudson Bay. Francuzi su ih nazivali Cheveux-relevés, što su Španjolci preveli s Cabellos realzados. Ime 'dugokosi' postoji kod Beaver ili Tsattine Indijanaca, što se u njihovom jeziku kaže Bedzaqetcha, a kod Hareskina ili Zečjeg Krzna Bedzietcho. Naziv Saulteaux, odnosi se tek na jednu njihovu skupinu, a vjerojatno tako i Huronski naziv Eskiaeronnon "people of the falls".

## Plemena i bande
Od Chippewa se kroz povijest odvojilo više skupina, najveći su: Missisauga i Nipissing ili 'Narod čarobnjaka'. Chippewa i Cree Indijanci danas supodijeljeni na stotine bandi i takozvanih 'First Nations', i žive rasipani kroz južnu Kanadu. Najzapadnija Chippewa banda u Kanadi su Cold Lake iz Alberte, i Saulteau u Britanskoj Kolumbiji, ali pomiješani s Cree i Beaver Indijancima. Saulteau bandu poveo je oko 1880. jedan poglavica Saulteauxa. po govoru srodni su grupi iz Alberte. Lee Sultzman navodi bande iz 1650.-tih godina: Achiligouan, Amicoures, Amikouet (Amikwa, Amikouai), Auwause, Bawating, Chequamegon, Keweenaw, Kitchigami, Macomile, Malanas (ili gens de la Barbue; u sadašnjem Bayfieldu, Wisconsin), Mantouek (Mantoue, Nantoüe), Marameg, Mackinac (Mikinac), Missisauga (Mississague, Missisaki, Tisagechroanu), Mundua, Nikikouek, Noquet (Nouquet, Nouket), Oumiusagai, Ouasouarini (Aouasanik, Ousouarini), Outchibou (Ouchipoe), Outchougai (Atchougue, Outchougi), Ouxeinacomigo i Saulteaux (Saulteur). 
Prema Warrenu Chippeway su se sastojali od 10 glavnih skupina:
- Betonukeengainubejig (those who sit on the borders), u sjevernom Wisconsinu. Sastoje se od bandi Red Lake i Pembina.
- Kechegummewininewug (Men of the Great Water. Nazivani i Chippewa of Lake Superior), na južnoj obali jezera Lake Superior.
- Kechesebewininewug (Great River men. Zvani i Chippewa of the Mississippi), na gornjem Mississippi u Minnesota.
- Kojejewininewug, na Rainy Lake i Rainy River, Minnesota.
- Mukmeduawininewug, ili Pillagers (Chippewa of the Pillager), na Leech Lake, Minnesaota.
- Munominikasheenhug (Rice Makers on St. Croix River), na St. Croix River u Wisconsinu i Minnesoti.
- Ottawa Lake Men, na Lac Courte Oreilles, Wisconsin.
- Sugwaundugahwininewug (men of the Thick Fir Woods or Bois Forts), sjeverno od Lake Superior.
- Wahsuahgunewininewug (Men of the Torches), na Wisconsin River.
- Wazhush, na sjeverozapadnoj strani jezera Lake Superior.

Ostale manje bande bile su (Hodge):
- Donji Michigan: 
  - Angwassag, blizu St. Charlesa, okrug Saginaw, Michigan.
  - Beaver Island Indijanci, na otocima Beaver u Michiganu.
  - Big Rock, Lower Michigan
  - Blackbird, na Tittibawassee River, okrug Saginaw.
  - Kawkawling, nepoznata točna lokacija.
  - Ketchewaundaugenink, na Shiawassee River između Detroita i Saginaw Baya.
  - Kishkawbawee, Flint River, Lower Michigan.
  - Little Forks, Tittibawassee River, Lower Michigan.
  - Menitegow, istočna obala Saginaw Rivera na Lower Michiganu.
  - Menoquet's Village, Cass River, Lower Michigan.
  - Nabobish, ušće Saginaw Rivera.
  - Nagonabe, Lower Michigan
  - Ommunise, na Carp Riveru.
  - Otusson, gornji Huron River, okrug Sanilac.
  - Reaum's Village, Flint River, granica okruga Genesee i Saginaw
  - Saginaw, kod Saginawa.
  - Shabwasing, banda s Lower Michigana
  - Thunder Bay, ovo je možda bila banda Ottawa, u okrugu Alpena.
  - Wapisiwisibiwininiwak, banda na Swan Creeku, blizu Lake St. Clair.

- Wisconsin i Gornji Michigan: U Wisconsinu su prisutne bande: Betonukeengainubejig, Burnt Woods, Cedar Lake, Chegwamegon, Chetac Lake, Kechepukwaiwah, Lac Courte Oreilles, Mole Lake, Red Cliff, Rice Lake, Shaugawaumikong, Sukaauguning, Trout Lake, Turtle Portage, Wahsuahgunewininewug, Wauswagiming, Wiaquahhechegumeeng i Yellow Lake.

U Michiganu su bande: Angwassag, Bawating, Bay du Noc, Beaver Island Indijanci, Big Rock, Blackbird, Gatagetegauning, Kechegummewininewug, Ketchenaundaugenink, Kishkawbawe, Lac Vieux Desert, Little Fork, Mekadewagamitigweyawininiwak, Menitegow, Menoquet, Mackinac (Michilimackinac), Nabobish, Nagonabe, Ommunise, Ontonagon, Otusson, Pointe Au Tremble, Reaums Village, Saginaw, Shabwasing, Thunder Bay (s Indijancima Ottawa), Wapisiwisibiwininiwak, Wequadong i Whitefish.
Hodge daje sljedeći popis:
- Bay du Noc, množda Chippewa, na Noquet Bayu, Michigan
- Burnt Woods, Bois Brule River, Wisconsin
- Chetac Lake, na istoimenon jezeru u okrugu Sawyer, Wisconsin.
- Gatagetegauning, na Lac (Vieux) Desert ili Gatagetegauning na granici Michigan-Wisconsin.
- Kechepukwaiwah, na istoimenom jezeru, blizu Chippewa Rivera, Wis.
- Knife Lake, nepoznata točna lokacija
- Lac Courte Oreilles, na istoimenom jezeru, okrug Sawyer, Wisconsin
- Mekadewagamitigweyawininiwak, na Black River, Michigan
- Michilimackinac, Mackinac Island, Michigan.
- Ontonagon, Ontonagon River, Michigan.
- Pawating, Sault Ste. Marie, na južnoj obali St. Mary's Rivera, okrug Chippewa County, Michigan.
- Red Cedar Lake, na Red Cedar Lake, okrug Barron County, Wisconsin.
- Rice Lake, banda s Rice Lake, Barron County, Wisconsin.
- Shaugwaumikong, na Long Islandu, zapadna obala jezera Lake Superior, u Ashland County, Wisconsin.
- Sukaauguning, Pelican Lake, okrug Oneida County, Wisconsin.
- Trout Lake, nepoznata točna lokacija.
- Turtle Portage, Wisconsin
- Wauswagiming, na Lac du Flambeau, rezervat Lac du Flambeau, Wisconsin.
- Wequadong, blizu L'Anse, Keweenaw Bay, okrug Baraga County, Michigan. Baraga je bio Slovenac, koji je ostao do danas u sječanju Chippewa Indijancima.
- Wiaquahhechegunmeeng,  jezero Lake Superior u okrugu Douglass County, Wisconsin.
- Yellow Lake, na Yellow Lake, okrug Burnett County, Wisconsin.
- U Minnesoti i Dakotama: U North Dakoti nalazimo bande: Bungee (Bunbi, Bungi, Plains Chippewa, Plains Ojibwe), Little Shell, Midinakwadshiwininiwak, Pembina i Turtle Mountain.

Bande iz Minnesote su: Anibiminanisibiwininiwak, Crow Wing, Fond du Lac, Gamiskwakokawininiwak, Gawababiganikak, Grand Portage, Gull Lake, Kahmetahwungaguma, Kechesebewininewug, Knife Lake, Leaf Lake, Leech Lake, Mille Lacs, Misisagaikaoiwininiwak, Miskwagamiwisagaigan, Mishtawayawininiwak, Munominikasheenhug, Mukmeduawininewug, Onepowesepewenenewak, Oschekkamegawenenewak (dvije bande), Oueschekgagamiouilimy, Pillager (ovo je banda poznata i kao Mukmeduawininewug), Pokegama, Rabbit Lake, Red Lake, Saint Francis Xavier, Sandy Lake, Wabasemowenenewak, Winnebegoshish, and White Earth. Hodge popisuje bande: 
- Anibiminanisibiwininiwak, na Pembina Riveru, krajni sjever Minnesote i susjednom dijelu Manitobe.
- Crow Wing River, ušće Crow Wing Rivera, Minnesota
- Fond du Lac, na St. Louis River blizu Fond du Laca, Minnesota.
- Gamiskwakokawininiwak, oko Cass Lake u Minnesoti.
- Gasakaskuatchimmekak, točna lokacija nepoznata.
- Gawababiganikak, White Earth Lake, Minnesota.
- Grand Portage, u Grand Portage na sjevernoj obali Superiora u Minnesoti.
- Gull Lake, banda s Gull Lake na gornjem Mississippiju, u Cass County, Minnesota.
- Kahmetahwungaguma, na Sandy Lake, okrug Cass County, Minnesota.
- Midinakwadshiwininiwak, banda na Turtle Mountainu, Sjeverna Dakota.
- Misisagaikaniwininiwak, banda s Mille Lacs, Minnesota.
- Miskwagamiwisagaigan, banda s Red Lake Rivera, Minnesota.
- Onepowesepewenenewak, Minnesota
- Oschekkamegawenenewak ¹, banda na Rainy Lake, Minnesota
- Oschekkamegawenenewak ², banda istočno od Mille Lacs, Minnesota
- Pokegama, jezero Pokegama, okrug Pine County, Minnesota.
- Rabbit Lake, banda s Rabbit Lake, Minnesota.
- Red Cliff, s jezera Superior, u Wisconsinu ili Minnesoti.
- St Francis Xavier, ovo je misija na Mille Lacs, Aitkin County, Minnesota.
- Wabasemowenenewak, možda u Minnesoti.
- Wanamakewajenenik, blizu jezera Lake of the Woods.
- Winnebegoshishiwininiwak, banda s jezera Winnibigashish, Minnesota.

- Ontario: Ontario je kanadska provincija s najvećim brojem Chippewa bandi, to su: Alderville, Alnwick (Rice Lake), Bagoache, Balsam Lake, Batchewana (Rankin), Beausoleil (Christian Island), Big Grassy, Big Island, Caldwell (Point Pele), Cape Croker (zajedno s Potawatomima), Caradoc (zajedno s Potawatomima), Cat Lake (zajedno s Cree Indijancima), Chapleau, Cockburn Island (zajedno s Ottawa Indijancima), Cochingomink, Constance Lake (zajedno s Cree), Couchiching, Credit River, Curve Lake, Deer Lake (zajedno s Cree), Dokis, Eabametoong (Fort Hope), Eagle Lake, Epinette, Flying Post, Fort William, Garden River, Georgina Island, Ginoogaming (Long Lake), Grassy Narrows, Gull Bay, Henvey Inlet, Hiawatha, Iskutewisakaugun, Jackfish Island, Keewaywin (zajedno s Cree), Kettle Point (zajedno s Potawatomima), Kojejewininewug, Koochiching (zajedno s Cree), Lac des Mille Lacs, Lac La Croix, Lac Seul, Lake Helen, Lake Nipegon, Lake of the Woods, Long Lake (dvije bande), Magnetewan, Manitoulin Island (zajedno s Ottawa Indijancima), Manitowaning, Marten Falls, Matachewan (Makominising), Matawachkirini, Mattagami (zajedno s Cree), McDowell Lake (zajedno s Cree), Michipicoten, Mishkeegogamang (Osnaburg) (zajedno s Cree), Mississagi River, Mississauga, Mnjikaning (Rama), Moose Deer Point, Mud Lake, Naicatchewenim, Namakagon, Nameuilni, Nawash (Big Bay), New Slate Falls (zajedno s Cree), Nicickousemenecaning, Nipissing, Northwest Angle (dvije bande), Obidgewong (zajedno s Ottawama), Ochiichagwe'Babigo'Ining (Dalles), Omushkego, Onegaming (Sabaskong), Ottawa Lake, Ouasouarini, Outchougai, Parry Island, Pays Plat, Pickle Lake (zajedno s Cree), Pic Mobert, Pic River (Pic Heron), Pikangikum, Point Grondine, Poplar Hill, Rainy River, Red Rock, Riviere aux Sables (zajedno s Potawatomima), Rocky Bay, Sagamok (Spanish River), Sandpoint, Sarnia (St. Clair Rapids), Saugeen (dvije bande), Savant, Scugog Lake, Seine River, Serpent River, Shawanaga, Sheguiandah, Sheshegwaning, Shoal Lake, Snake Island (Lake Simcoe), Stanjikoming, Stoney Point (zajedno s Potawatomima), Sucker Creek, Sugwaundugahwininewug, Tahgaiwinini, Thames, Thessalon, Wabasseemoong (Islington, Whitedog), Wabauskang, Wabigoon Lake, Wahgoshig, Wahnapitai, Walpole Island (Bkejwanong) (zajedno s Ottawa i Potawatomi Indijancima), Wanamakewajejenik, Wasauksing, Washagamis Bay, Wauzhushk (Rat Portage), West Bay (M'Chigeeng) (zajedno s Ottawama), Whitefish Bay, Whitefish Lake, Whitefish River, Whitesand (zajedno s Cree Indijancima) i Wikwemikong (zajedno s Ottawama). Prema Hodgeu:
- Bagoache, banda sa sjeverne obale jezera Superior.
- Doki's Band, s French Rivera, na otoki iz jezera Nipissing.
- Epinette, sjeverna obala jezera Superior, istočno od Michipicoton Rivera.
- Long Lake, na Long Lake, sjeverno od Superiora, između Nipigona i Pic Rivera, Ontario.
- Michipicoten, banda na Michipicoten Riveru.
- Mishtawavawininiwak,
- Nameuilni, banda sjeverozapadno od Superiora, između Rainy Lake i jezera Nipigon u Algomi (Algoma), Ontario.
- Nopeming,
- Obidgewong, s Ottawama, zapadna obala jezera Wolseley, Manitoulin Island.
- Ouasouarini (Aouasanik, Ousouarini), Georgian Bay.
- Walpole Island, otok Walpole, više plemena

- Manitoba: Sultzman u Manitobi navodi bande: Berens River, Bloodvein, Brokenhead, Buffalo Point, Crane River (Ochichakkosipi), Dauphin River, Ebb and Flow, Fairford, Fisher River (s Cree Indijancima), Garden Hill (zajedno s Cree), Hollow Water, Jackhead, Keeseekoowenin, Lake Manitoba, Lake St. Martin, Little Black River, Little Grand Rapids, Little Saskatchewan, Long Plain, Pauingassi, Peguis (zajedno s Cree), Pine Creek, Poplar River, Portage du Prairie, Red Sucker Lake (Cree), Rolling River, Roseau River, Sagkeeng (Fort Alexander), Sandy Bay, St. Theresa Point (zajedno s Cree), Swan Lake, Tataskwayak, Tootinaowaziibeeng, Wasagamack (zajedno s Cree), Waterhen i Waywayseecappo.

Prema Hodgeu:
- Portage de Prairie,
- Mattawan,
- Pic River, ušće Pic Rivera, na sjevernoj obali Superiora.

- Saskatchewan: Chippewa bande iz Saskatchewana: Cote, Cowessess (zajedno s Cree), Fishing Lake, Gordons (zajedno s Cree), Keeseekoose (zajedno s Cree), Key, Kinistin, Muscowpetung, Muskowekwan (zajedno s Cree), Nibowisibiwininiwak, Okanese, Pasqua (zajedno s Cree), Sakimay, Saulteaux (zajedno s Cree), White Bear (zajedno s Cree) i Yellowquill.  Hodge spominje bandu:
- Nibowisibiwininiwak, na sjevernoj obali jezera Winnipeg.

## Etnografija
Struktura društva
Čipeve govore srodnim dijalektima kao i Ottawa i Potawatomi. Imena klanova poznati su nam za Ojibwe i Potawatome, ali su za Ottawe izgubljeni. Ova tri plemena, bila su nekada jedan narod, nasljeđe je kod njih patrilinearno, i dijete pripada očevom klanu. -Morgan nalazi 23 egzogamnih klanova, to su :
- 1.	Ma'iingan (Wolf; (vuk).
- 2.	Makwa (Bear; Medvjed).
- 3.	Amik (Beaver; Dabar).
- 4.	Mishiikenh (Turtle, Mud; Blatna kornjača).
- 5.	Mikinaak (Turtle, Snapping; Kornjača koja ujeda).
- 6.	Miskwaadesi (Turtle, Little; Mala kornjača).
- 7.	Adik (Reindeer; Irvas, Sob).
- 8.	Jiwiiskwiiskiwe (Snipe; Šljuka).
- 9.	Ajijaak (Crane; Ždral).
- 10.	Gekek (Pigeon Hawk; Jastreb golubar).
- 11.	Omigizi (Bald Eagle; Bjeloglavi orao).
- 12.	Maang (Loon; Gnjurac).
- 13.	Aan'aawenh (Srndać).
- 14.	Zhiishiib (Duck; Patak).
- 15.	Ginebig (Snake; Zmija).
- 16.	Wazhashk (Muskrat; Muškatni štakor).
- 17.	Waabizhesi (Marten; Lasica).
- 18.	Mooshka'oozi (Heron; Čaplja).
- 19.	Awaazisii (Bull-head; Bizonova glava).
- 20.	Namebin (Carp; Šaran).
- 21.	Maanameg (Cat Fish; Riba-mačak)
- 22.	Name (Sturgeon; kečiga).
- 23.	Ginoozhe (Pike; Štuka).

Sličan oblik braka kakav nalazimo kod Čipeva prisutan je i kod Bantu plemena Chiga iz zapadne Ugande, a i kod Fidžijanaca i na otoku Nova Kaledonija. Imovina i položaji nasljeđuju se u samom rodu, pa je isto tako i zabranjena ženidba unutar roda. A. R. Radcliffe-Brown u svojoj Strukturi i Funkciji objašnjava kako je najpoželjniji brak između unakrsnih rođaka, među kojima vlada običaj tjeranja 'šege'.  Prilikom susreta muškaraca i ujakovih sinova i kćeri potrebo je zbunjivati rođake, pa i govoriti najvulgarnije stvari. Prema njihovom shvaćanju, nepristojno je i neotesano, ako se prilikom susreta unakrsni rođaci ne šale, takvo što nije korektno vladanje. 
Totemizam i šamanski obredi -Midewiwin
Prema Warrenu, koji je i bio Čipeva, njegovo pleme prvotno se satojalo od 5 glavnih klanova, iz kojih su kasnije potekli svi ostali. Pet glavnih Warrenovih klanova bili su : Riba, Ždral, Gnjurac,  Medvjed i Los. Iz Ribe su proizašli klanovi Vodeni duh, Som, štuka, Moruna, Losos /iz Velikih jezera/, i riba-štitonosac. Kod Morgana nalazimo neke od ovih klanova. Od Ždrala su niknuli klanovi Orao i Kobac. Od Gnjurca Galeb, Morski gavran i Divlja guska. Od Medvjeda Vuk i Ris, i na kraju od Losa Kuna, Sob i Dabar. Razni autori u raznim vremenima i lokacijama nalaze serije klanova ptica, sisavaca i drugih. Mnogi od njih su nestali. Kod Chippewa se totemska životinja, znači ona od koje klan nosi ime, može slobodno da se ubija i jede. Landes koji je bio među Čipevama južne Kanade, od Čipeva-informanta saznaje kako je totemsku životinju slobodno loviti, pa da se totemska životinja radije izlaže strijelama lovaca njezinoga klana, i upravo iz toga razloga treba izgovoriti ime ‘totema’, prije nego što se ustrijeli.
Kod Čipeva postoje vjerovanja u mnoge razne duhove a mitologija je bogata pričama o mnogim kulturnim herojima. Šamanizam igra važnu ulogu u njihovomživotu, a sami šamani posjeduju mnoge moći. Sam ojibwa-jezik sadrži mnoge riječi koje su ušle u mnoge svjetske jezike, i kao takve postale poznate širom svijeta. Sama riječ 'totem', veoma dobro poznata etnolozima, ali i široj javnosti, iz jezika je ojibwa koja glasi ototeman. Njezino je značenje 'rođaci po maternici', što su razni prevodioci iz straha pred javnosti neadekvatno i netočno prevodili, među ostalim i s 'rodbina po braći i sestrama'. Sam totemizam, vjerovanje je u porijeklo neke životinjske ili biljne vrste .Kod raznih totemskih naroda totemska životinja nije se smjela jesti niti ubiti. Za Ojibwe, ovo ne važi, kao što je to već objašnjeno. Zgodno je napomenuti da ni u klanu Iwi (Orao), kod Kadohadacho Indijanaca, koji pripadaju jezičnom rodu Caddoan Indijanaca, a koji su prakticirali zabranu jedenja i ubijanja totemske životinje, orao nije bio zaštićen ovakvom zabranom ubijanja od članova svoga klana. Mogući razlog mogao bi biti u perju koje je Indijancima bilo potrebno za izradu nakita, ali ni ovo nije sto posto sigurno.
Kalumet ,Čipeve ga nazivaju opwahgun, važan je pribor šamana, crveni kamen 'katlinit', koji je u vlasništvu Yanktonai Indijanaca, nazivaju opwahgun-uhsin, a služi im za izradu kamenih glava lule. Kalumet šaman koristi u svojim obredima, kao što su zahvalnice divljoj riži Zizania aquatica, najviši vrač otpuhuje dimove preko lonaca kuhane riže. Duhan što ga koriste u punjenje lule naziva se kinnikinnick, a muškarac ga nosi u svojoj duhankesi. Duhan je važna stvar u životu Čipeva i drugih plemena Indijanaca. On se i žrtvuje duhovima, kao duhu Maymayguési, kako bi ga se podmitilo da pusti ribare da mogu nahvatati riba. Maleni duhovi Weeng, nalik vilenjacima mogu se uvući čovjeku u duhankesu, i kada je ovaj izvadi da zapali lulu, on izađe napolje i opali ga kijačom po glavi. Lovac tada zaspe. 
Midewiwin
Tajno medicinsko društvo društvo Midewiwin rašireno je danas među Chippewama i njihovim roađcima, Potawatomima i Ottawama. Moći indijanskih šamana se neobjašnjive. Ovo nije poznato samo kod Čipeva nego i drugih američkih zajednica, kao i šamana širom svijeta, u Sibiru, Africi i Australiji. Još Popol Vuh navodi ubijanje ljudi, i zatim njihovo ponovno oživljavanje. Držanje usijanih predmeta u ruci ili hodanje po usijanom kamenju rašireno je među više populacija američkih domorodaca. I šaman Čipeva u stanju je čovjeka pogoditi puževom kućicom i ubiti ga, ili probuditi u život. Poznato je za Čipeva-šamane da mogu proizvesti vatrenu loptu, i poslati je za vrijeme oluje prestupniku kao kaznu ili prijetnju. Svoju pramajku Čipeve u Midewiwinu, Me-suk-kum-me-go-kwa, prikazuju kao staricu ili zmiju.

## Chippewa danas
U domorodačko vrijeme Čipeve su se sastojali od preko 36,000 duša, najviše u Ontariju (preko 31.000), zatim u Minnesoti (3.000) i u Quebecu (2.000). Ratoborni, otporni i žilavi, oni su se uspjeli othrvati isprva pritiscima drugih plemena, a kasnije i prodoru Francuza i Engleza. Njih izgleda nikada nije bilo manje od 15.000 (1783. i 1794). 
U 20. stoljeću broj im je neprekidno u porastu, da bi 2000 iznosio 190.000, od toga 34.000 (Sjeverna Dakota); 12.000 (Manitoba); 30.000 (Michigan); 60.000 (Minnesota); 6.000 (Montana); 41.000 (Ontario); 1.000 (Quebec) i 6,000 (Saskatchewan).
Danas u USA žive na rezervatima Bay Mills, Isabella i Keweenaw Bay u Michiganu; Fon du Lac, Grand Portage, Leech Lake, Mille Lacs, Nett Lake, Red Lake, i White Earth u Minnesoti; Rocky Boy's u Montani; i Turtle Mountain u Sjevernoj Dakoti. U Kanadi Čipeve žive na mnogobrojnim malenim rezervatima (reserves) i to 31 u Manitobi; 89 u Ontariju; 1 u Quebecu i 18 u Saskatchewanu, i po jedan u Alberti i Britanskoj Kolumbiji.

## Vanjske poveznice
- 'Chippewa' entry from Hodge's Handbook
- Ojibwe History  Arhivirana inačica izvorne stranice od 19. veljače 2015. (Wayback Machine)
- Native Languages of the Americas: Chippewa (Ojibway, Anishinaabe, Ojibwa)
- Chippewa Indians
- Chippewa Indian History
- Early Life at Leech Lake

Aktualnosti
- Učenik srednje škole u Indijanskom rezervatu u Minnesoti ubio devet ljudi i sebe